# 一条通病院
一条通病院（いちじょうどおりびょういん）は、北海道旭川市にある病院。一条クリニック、道北勤医協本部に隣接している。救急告示病院であり、151床(一般病床91床(一般病棟入院基本料37床、地域包括ケア病床9床、地域包括ケア病棟45床)、療養病床60床(回復期リハビリテーション病棟60床)を備える。

## 沿革
- 1978年（昭和53年）：「一条通医院」開院[1]。道北勤医協が医療法人認可[1]。
- 1979年（昭和54年）：「一条通病院」(100床)開院[1]。
- 1985年（昭和60年）：2期オープン（156床､内科､小児科､外科､整形外科）[1]。
- 1986年（昭和61年）：フルオープン(202床)[1]。
- 2006年（平成18年）：一条通病院臨床研修指定病院認定。[1]
- 2007年（平成19年）：東3病棟休止[1]。
- 2008年（平成20年）：「無料低額診療事業」開始[1]。
- 2015年（平成27年）：隣接地に移転新築[1][4]。

## 機関指定
| 保険医療機関                               | 健康保険法による療養取扱機関             |
| 船員保険法による療養取扱機関               | 国民健康保険法による療養取扱機関         |
| 労災保険指定医療機関                       | 身体障害者福祉法指定医療機関             |
| 生活保護法指定医療機関                     | 原子力爆弾被害者一般疾病医療取扱医療機関 |
| 「特定疾患治療研究事業」による受託医療機関 | 結核指定医療機関                         |
| 臨床研修指定病院                           |                                          |

## 診療科等
診療科
- 内科[5]
- 呼吸器科（呼吸器内科）[5]
- 消化器科（消化器内科）[5]
- 循環器科（循環器内科）[5]
- アレルギー科[5]
- リウマチ科[5]
- 小児科[5]
- 整形外科[5]
- リハビリテーション科[5]
- 麻酔科[5]
- 緩和ケア科[6]

専門外来
- リウマチ・膠原病外来
- 骨粗鬆症外来

部門
- 看護部
- リハビリテーション科
- 薬剤科
- 放射線科
- 栄養科
- 検査科
- 医療福祉課

## 施設認定
- 日本整形外科学会専門医制度認定研修施設
- 日本乳癌学会認定医専門制度関連施設

## 差額ベッド代について
病院の理念により、差額ベッド料（個室料）を徴収していない。

## アクセス
旭川市内・近郊からの無料送迎バスを運行している。
- 旭川電気軌道「豊岡1の1」「東光1条1丁目」バス停下車

## 関連施設
- 一条クリニック(内科) - 旭川市東光１条1丁目1-16
- 一条ケアセンター - 旭川市１条1丁目2-8

　(訪問看護ステーション東光ぬくもりサポート、一条ケアセンターデイサービス、ケアプランセンター)
- 老人保健施設かたくりの郷 - 旭川市神楽3条4丁目2-14